# Jyoti Khuria
Jyoti Khuria – miasto w północnych Indiach w stanie Uttar Pradesh, na Nizinie Hindustańskiej.
Populacja miasta w 2001 roku wynosiła 4945 mieszkańców.